# نيل مارتن
نيل مارتن (بالإنجليزية: Neil Martin)‏ (20 أكتوبر 1940 في المملكة المتحدة - ) هو مدرب كرة قدم ولاعب كرة قدم بريطاني في مركز الهجوم. شارك مع منتخب اسكتلندا لكرة القدم. أما مع النوادي، فقد لعب مع باتريك أتلتيك وبرايتون أند هوف ألبيون وكريستال بالاس وكوفنتري سيتي وكوين أوف ساوث ونادي سندرلاند ونادي هيبرنيان ونوتينغهام فورست ونادي ألوا أثليتيك وفانكوفر رويالز ‏ وسان أنطونيو ثاندر ورابطة كرة القدم الاسكتلندية الحادية عشر ‏.

## وصلات خارجية
- نيل مارتن على موقع الاتحاد الإسكتلندي (الإنجليزية)
- نيل مارتن على موقع قاعدة بيانات كرة القدم.إي يو (الإنجليزية)
- نيل مارتن على موقع ناشيونال فوتبول تيمز (الإنجليزية)